# Cussy-les-Forges
Cussy-les-Forges ist eine französische Gemeinde mit 328 Einwohnern (Stand: 1. Januar 2022) im Département Yonne in der Region Bourgogne-Franche-Comté; sie gehört zum Arrondissement Avallon und zum Kanton Chablis. Die Einwohner werden Casséens und Casséennes oder Cussycois und Cussycoises genannt.

## Geographie
Cussy-les-Forges liegt etwa 50 Kilometer südöstlich von Auxerre und etwa neun Kilometer ostsüdöstlich von Avallon am Rand des Morvan. Der Fluss Cousin, ein Nebenfluss der Cure, durchquert das Gebiet der Gemeinde im Südwesten. Dort mündet der Ruisseau de Villeneuve in die Romanée und diese kurz darauf in den Cousin. Knapp 60 % der Fläche der Gemeinde wird landwirtschaftlich genutzt.
Umgeben wird Cussy-les-Forges von den Nachbargemeinden Magny im Norden und Westen, Guillon-Terre-Plaine mit Sceaux im Norden, Saint-André-en-Terre-Plaine im Norden und Nordosten, Sainte-Magnance im Süden und Südosten sowie Saint-Brancher im Süden und Südwesten.
Durch die Gemeinde führt die frühere Route nationale 6 (heutige D606).

## Bevölkerungsentwicklung

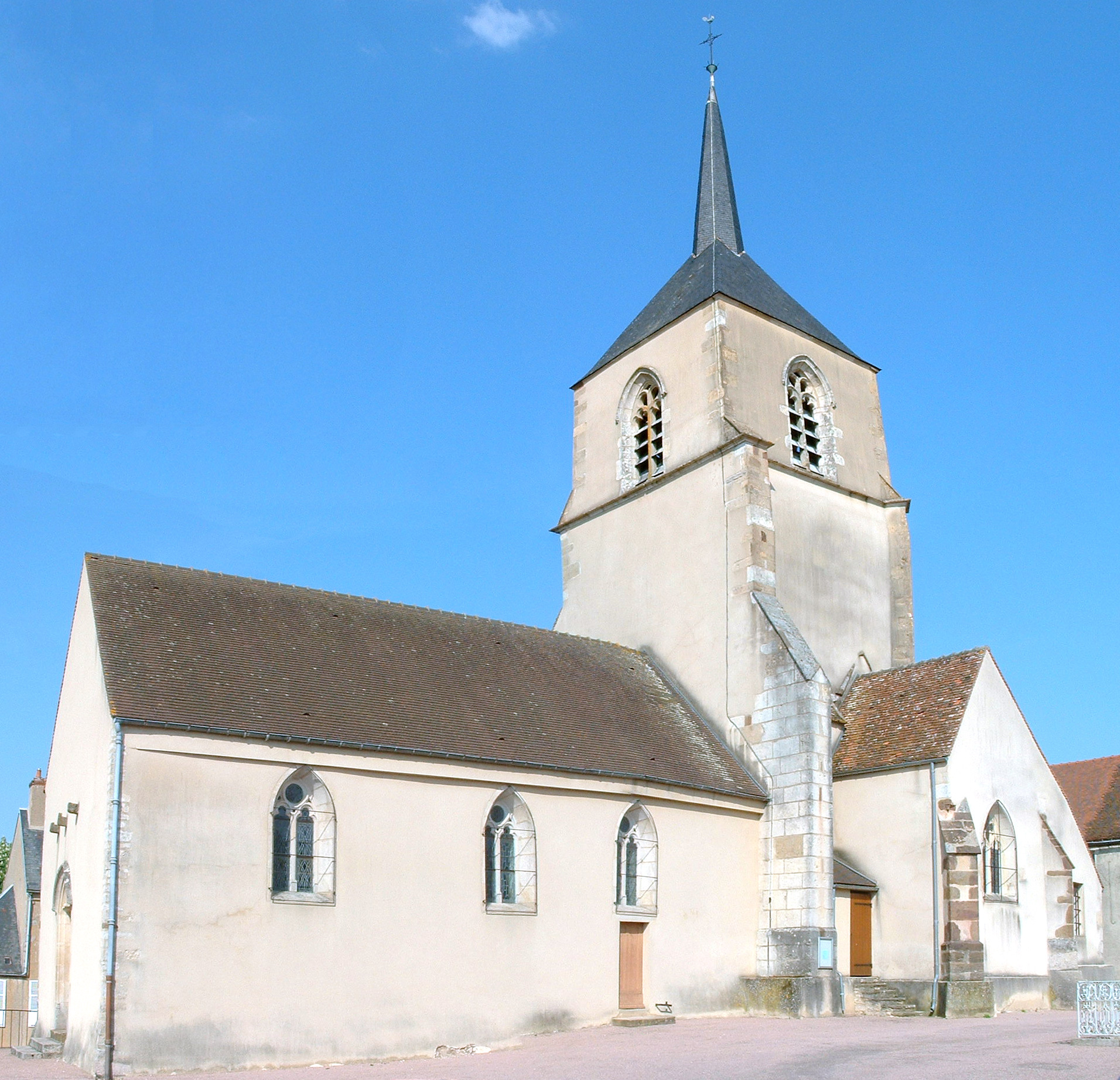
Pfarrkirche Saint-Martin

| Jahr                       | 1962 | 1968 | 1975 | 1982 | 1990 | 1999 | 2006 | 2013 | 2020 |
| Einwohner                  | 400  | 329  | 314  | 286  | 291  | 305  | 328  | 339  | 326  |
| Quellen: Cassini und INSEE |      |      |      |      |      |      |      |      |      |

## Sehenswürdigkeiten
Laut Victor Petit gehörte die Pfarrkirche Saint-Martin seit 921 zur Abtei Saint-Martin d’Autun. Das Langhaus wurde im 15. Jahrhundert größtenteils neu gebaut und der Rest der Kirche stammt aus dem 15. und 16. Jahrhundert.